# Aphanolaimus aquaticus
Aphanolaimus aquaticus is een rondwormensoort uit de familie van de Leptolaimidae. De wetenschappelijke naam van de soort is voor het eerst geldig gepubliceerd in 1894 door Daday.